# المدرسة العليا للبريد والاتصالات بتونس
المدرسة العليا للبريد والاتصالات بتونس (بالفرنسية: École supérieure des postes et des télécommunications de Tunis)‏ هي مدرسة عليا سابقة في تونس، أسست في 1973 بهدف تكوين الإطارات العاملة في مجالات الاتصال عن بعد والبريد التونسي.

إثر إصلاحات وقعت في 1998، تركت هذه المدرسة العليا مكانها للمدرسة العليا للمواصلات بتونس.

## متخرجون
- معز شقشوق، مدير البريد التونسي في 2015.[2]